# Civita Castellana
Civita Castellana er en italiensk by (og kommune) i regionen Lazio med omkring 15.247(2023) indbyggere.